# Bunkovce
Bunkovce é um município da Eslováquia, situado no distrito de Sobrance, na região de Košice. Tem 7,79 km² de área e sua população em 2018 foi estimada em 361 habitantes.

## Demografia
| Ano:        | 1994 | 2004    | 2014    | 2024   |
| ----------- | ---- | ------- | ------- | ------ |
| Broj ljudi: | 272  | 333     | 383     | 384    |
| Razlika:    |      | +22,42% | +15,01% | +0,26% |

| Ano:               | 2023 | 2024   |
| ------------------ | ---- | ------ |
| Número de pessoas: | 387  | 384    |
| Diferença:         |      | -0,77% |